# AZCA

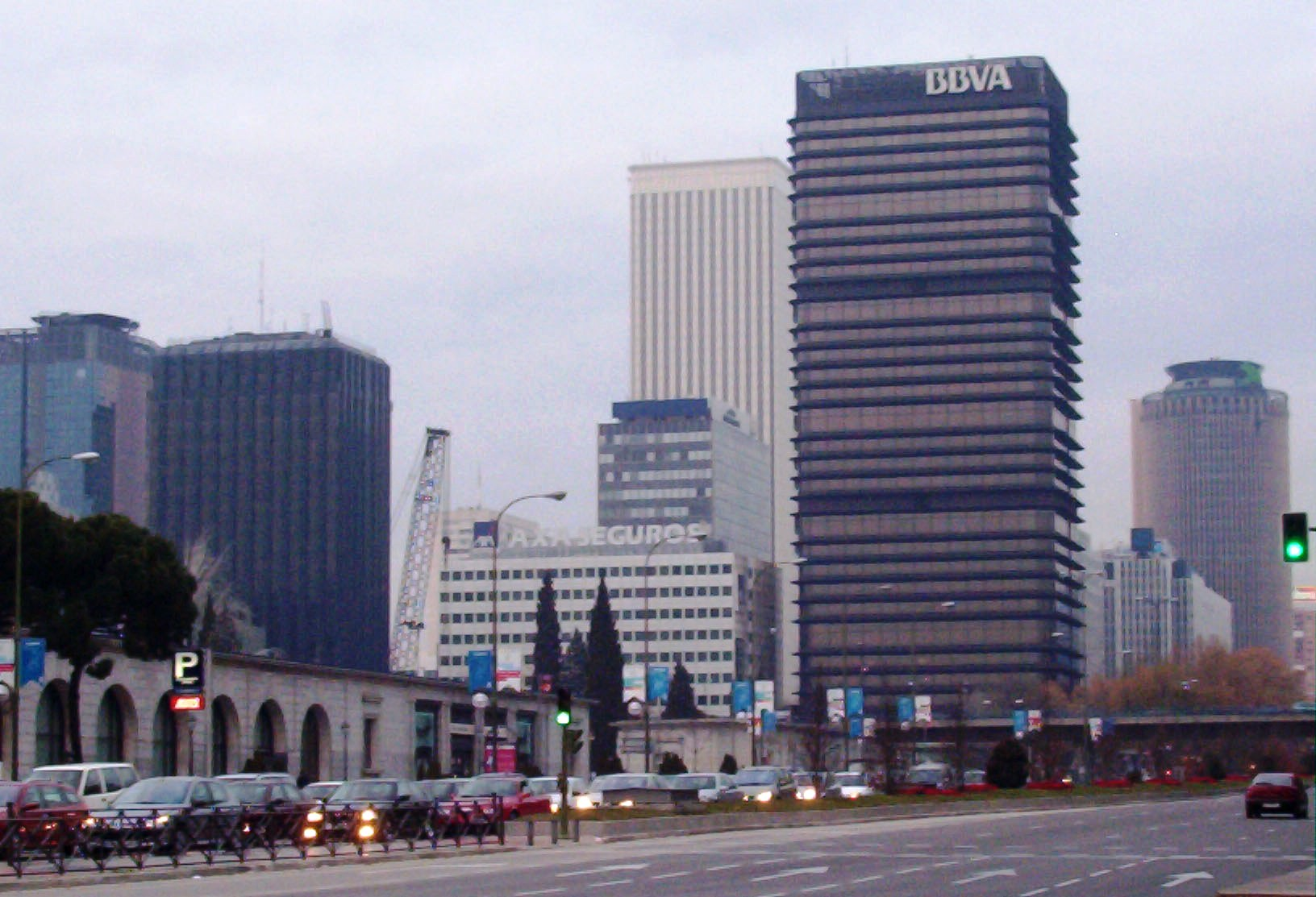
Вид на AZCA с площади Кастилии

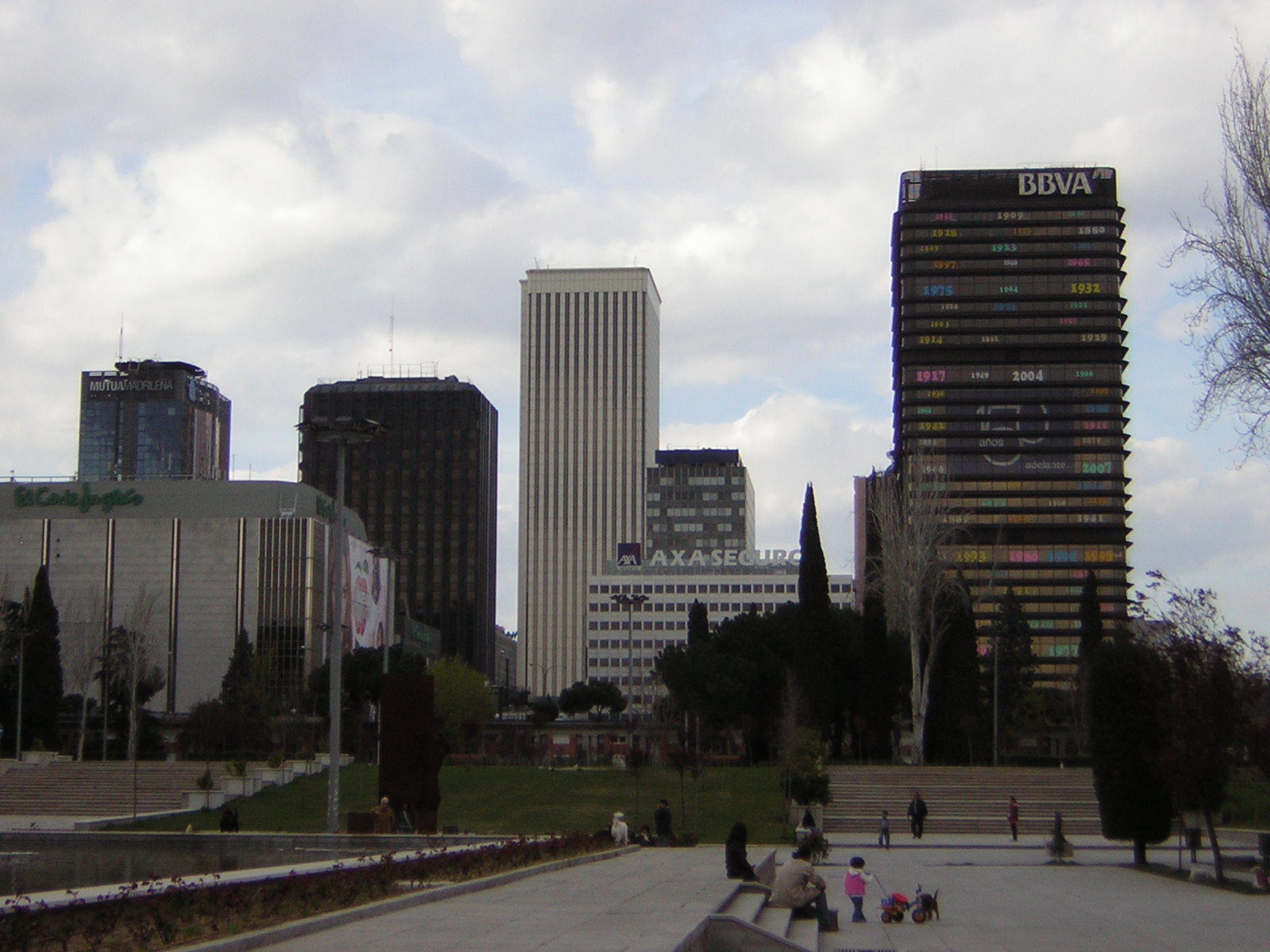
Небоскрёбы AZCA

AZCA (акроним от исп. Asociación Mixta de Compensación de la Manzana A de la Zona Comercial de la Avenida del Generalísimo, Смешанное объединение для компенсации блока А коммерческого района Проспекта Генералиссимуса) — финансовый квартал в даунтауне Мадрида (Испания) между улицами Раймундо Фернандеса Вильяверде (исп.), Оренсе (исп.), Генерала Перона (исп.) и бульваром Пасео-де-ла-Кастельяна (исп.).
Оригинальная концепция квартала, как и его название, впервые появились в «Генеральном плане устройства города Мадрида», принятом в 1946 году. Целью этого плана было создание большого блока современных офисных зданий с линиями метрополитена и железной дороги в развивающемся районе на севере Мадрида, прямо перед стадионом «Реал Мадрид» (сейчас он называется «Сантьяго Бернабеу» и рядом с новым комплексом правительственных зданий Нуэвос Министериос. В плане также были ботанический сад, библиотека и здание оперы, но они так и не были построены.
Строительство квартала началось в 1970-х годах после множественных задержек. Сейчас здесь располагаются некоторые из высочайших и красивейших современных мадридских небоскрёбов. Наиболее значительные из них:
- Башня Пикассо — 157 м, архитектор Минору Ямасаки
- Башня Европа — 121 м
- Башня Банко де Бильбао (исп.) — 107 м, архитектор Франсиско Хавьер Саэнс де Ойса (исп.)
- Башня Титания (исп.) — 103,7 м
- Башня Мау (исп.) — 85 м
- Банко Сантандер Тауер

1 мая 2002 года автомобиль, начинённый 20 кг взрывчатки, взорвался перед Башней Европа, ранив 16 человек.
В феврале 2005 года небоскрёб Виндзор Тауэр (106 м) был уничтожен пожаром.
По ночам в выходные дни подземные этажи притягивают латинскую публику на дискотеки, но они также имеют плохую репутацию из-за бандитизма и насилия.
В 2007 году был построен новый район небоскрёбов Куатро-Торрес к северу от Площади Кастилии.